# Meliceae
Meliceae Link ex Endl., 1830 è una tribù di piante angiosperme monocotiledoni appartenente alla famiglia delle Poacee, sottofamiglia Pooideae.

## Etimologia
Il nome della tribù deriva dal suo genere tipo Melica L., 1753 e fa riferimento alla parola "miele" ossia "erba del miele", nome assegnato dal botanico, medico e anatomista italiano Andrea Cesalpino (Arezzo, 6 giugno 1519 – Roma, 23 febbraio 1603) ad una specie di sorgo. Tale nome è stato dato probabilmente per la dolcezza del gambo di alcune specie di questo genere.
Il nome scientifico della tribù è stato dato dal botanico numismatico e orientalista austriaco Stephan Friedrich Ladislaus Endlicher (1804-1849) e dal biologo, botanico e naturalista tedesco Johann Heinrich Friedrich Link (1767 – 1851) nella pubblicazione "Flora Posoniensis" (Fl. Poson. 116. 1830) del 1830. Prima ancora la tribù è stata definita dallo scienziato tedesco Karl Reichenbach (Stoccarda, 12 febbraio 1788 – Lipsia, 19 gennaio 1869) nel 1828.

## Descrizione

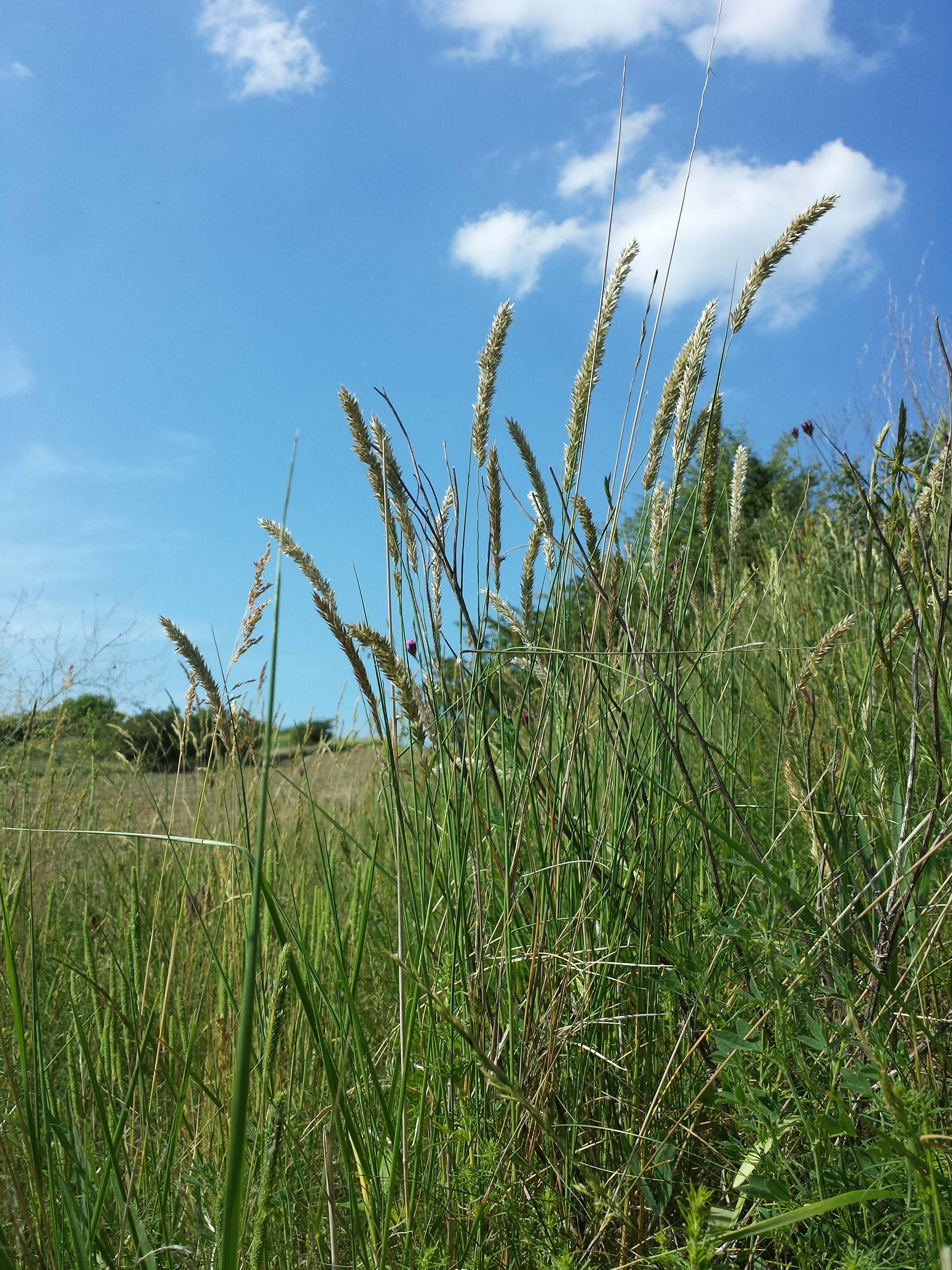
Il portamento
Melica transsilvanica

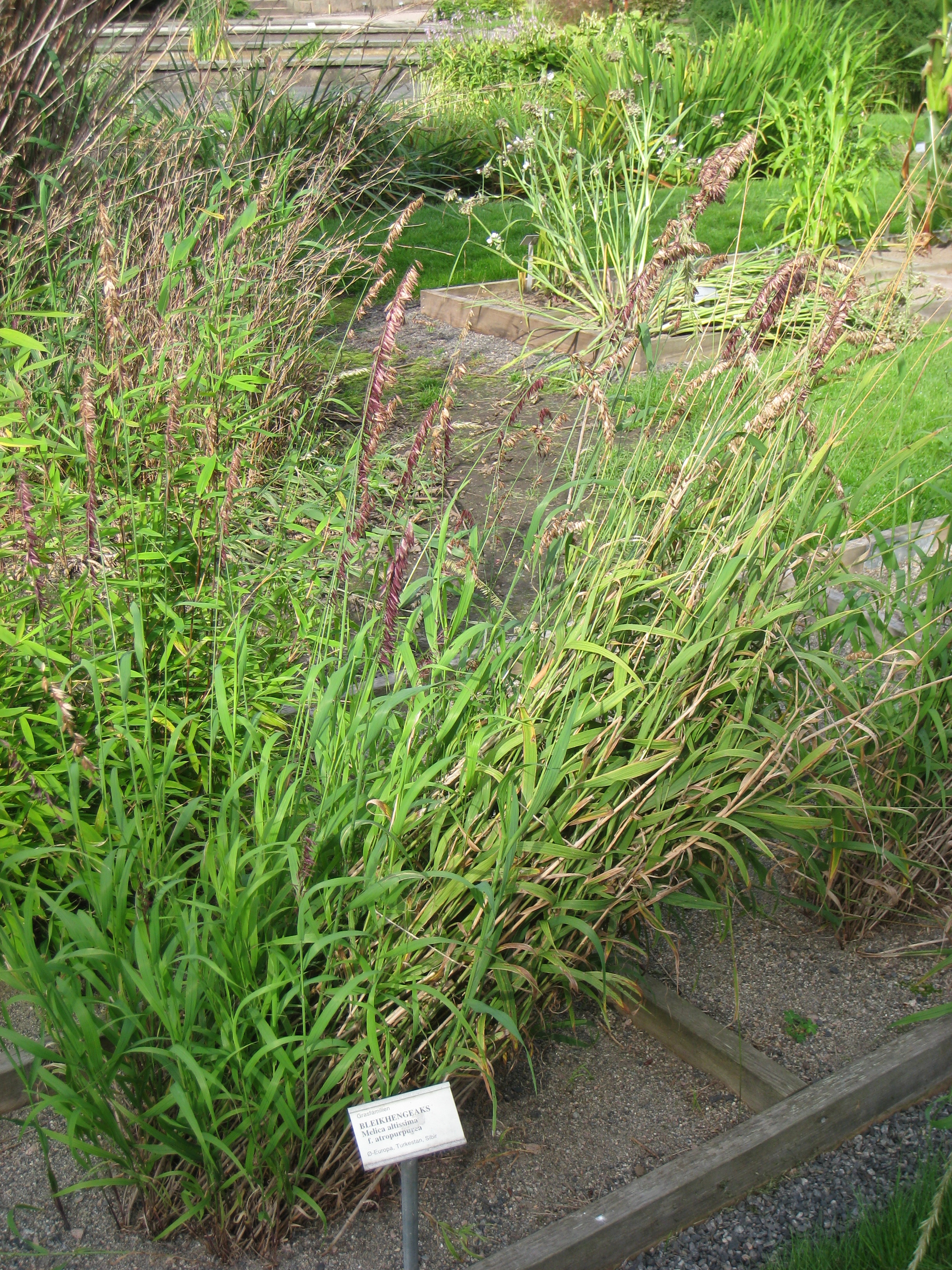
Le foglie
Melica altissima

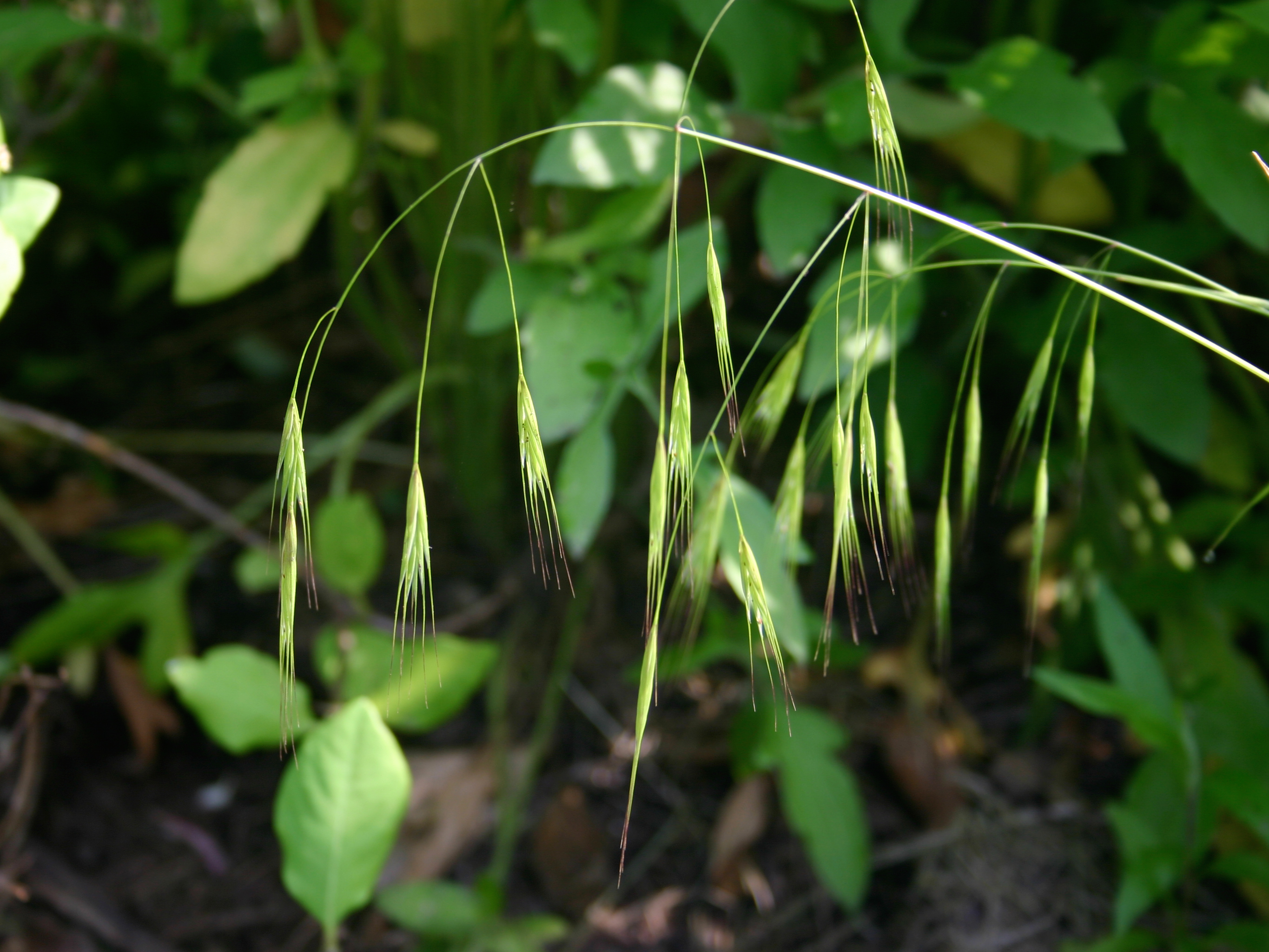
Spiga
Schizachne purpurascens

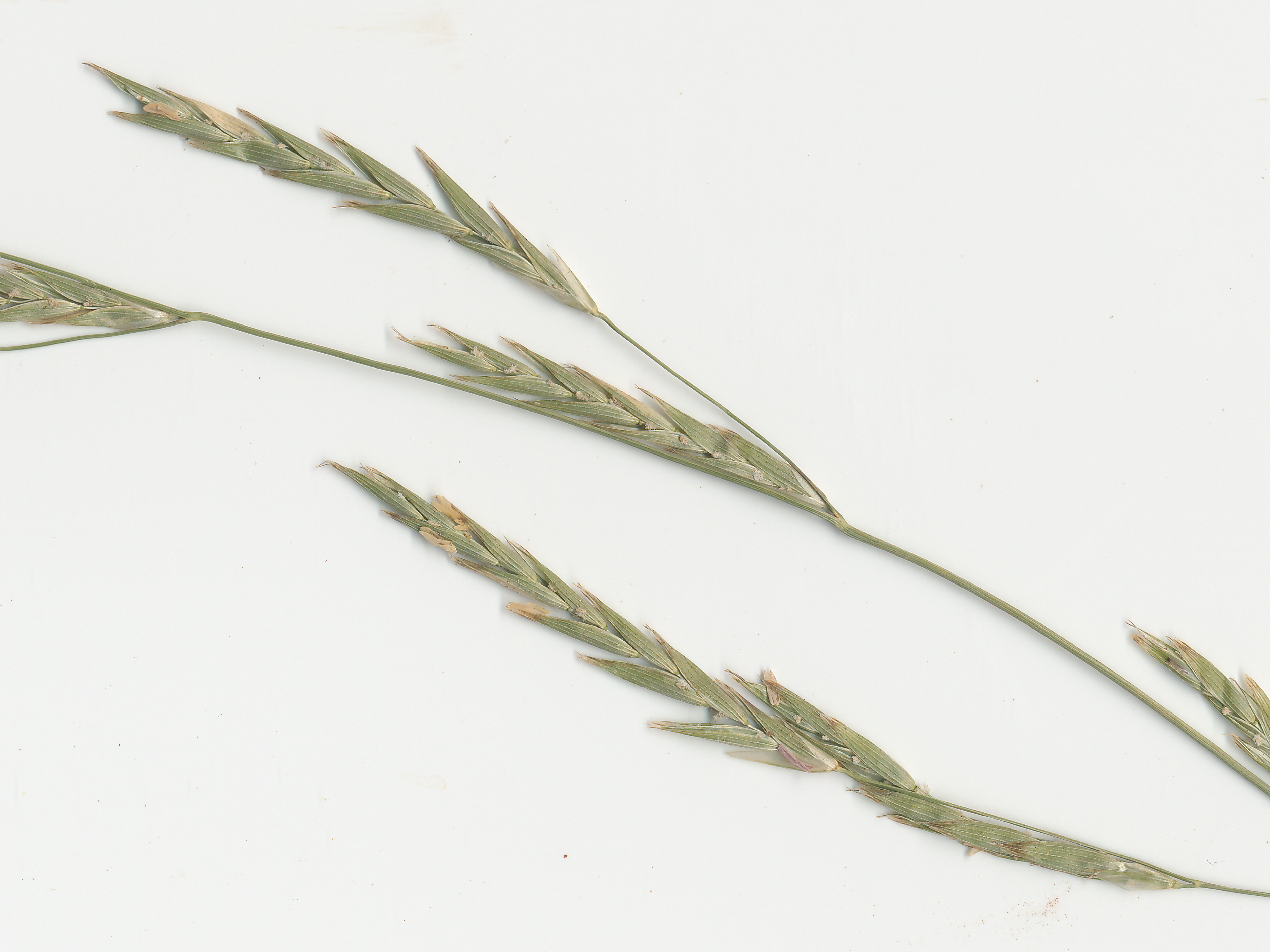
Spighette
Glyceria australis

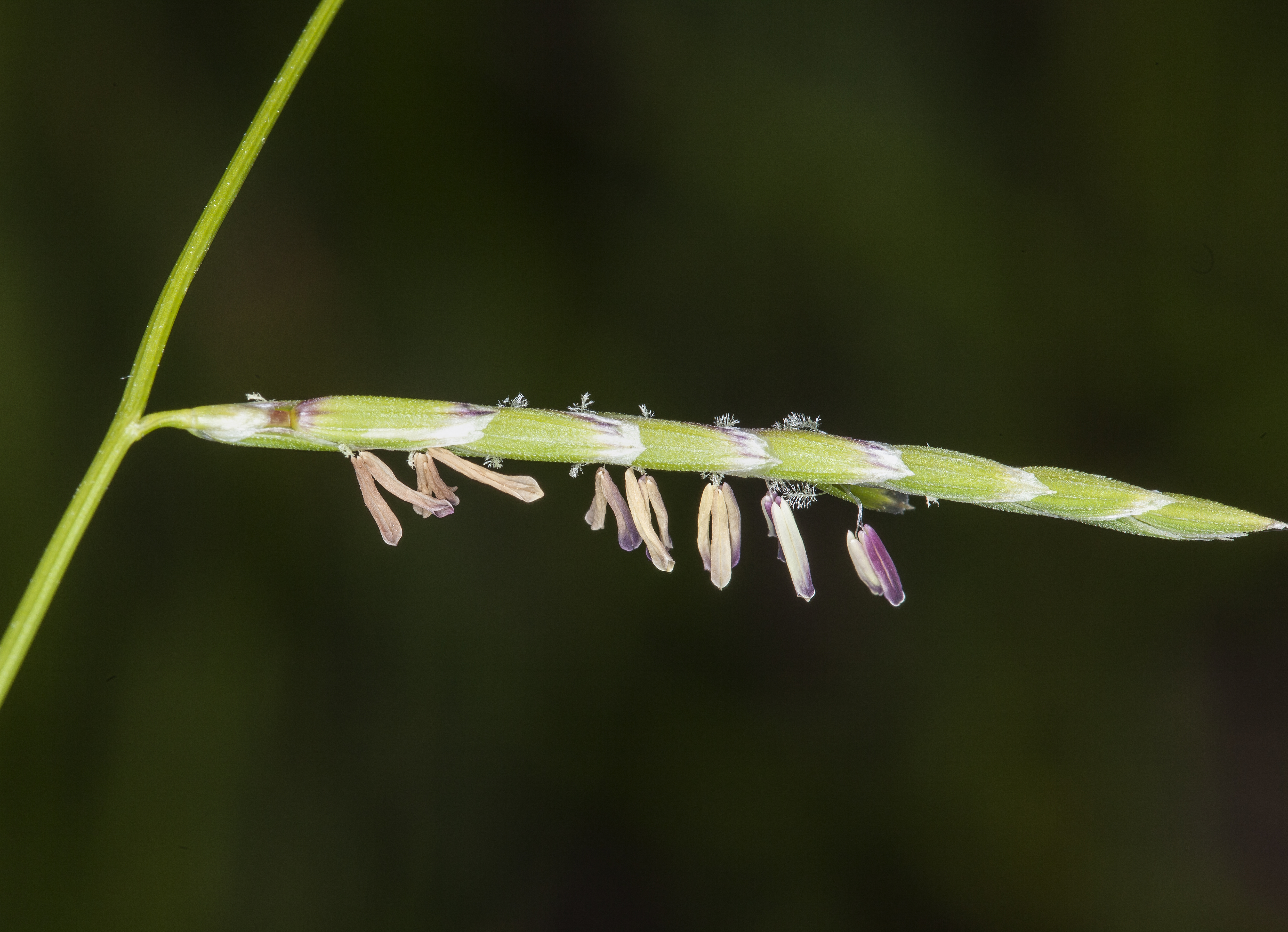
I fiori
Pleuropogon californicus

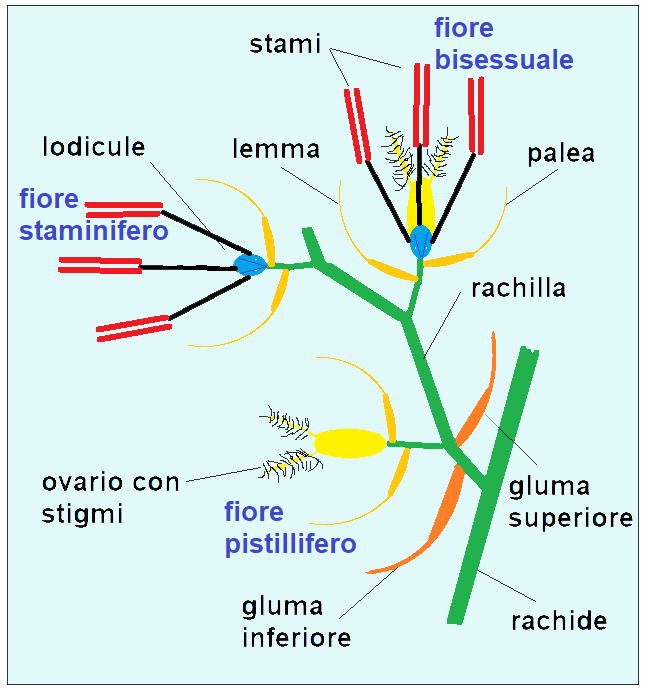
Spighetta generica con tre fiori diversi

- Il portamento delle specie di questa tribù è perenne (raramente annuale in Glyceria) anche cespitoso con culmi eretti o ascendenti (prostrati in Glyceria) e con brevi rizomi (striscianti). I culmi sono cavi a sezione più o meno rotonda. A volte l'internodo più basso del culmo è allargato (simile ad un bulbo). In queste piante non sono presenti i micropeli.[1][6][7][8][9][10][11][12]
- Le foglie lungo il culmo sono disposte in modo alterno, sono distiche e si originano dai vari nodi. Sono composte da una guaina, una ligula e una lamina. Le venature sono parallelinervie. Non sono presenti i pseudopiccioli e, nell'epidermide delle foglia, le papille.

- Guaine: le guaine sono abbraccianti il fusto (sono chiuse con molte angolature esterne) e prive di auricole; i margini sono fusi.
- Ligule: le ligule, con forme cilindriche, sono membranosa e a volte cigliate.
- Lamine: le lamine in genere sono lineari, piatte e molli.

- Infiorescenza principale (sinfiorescenza o semplicemente spiga): le infiorescenze, ascellari e terminali, in genere sono ramificate (Lycochloa non è ramificata) e sono formate da alcune spighette pedicellate ed hanno la forma di una pannocchia aperta, densa o sciolta. La fillotassi dell'inflorescenza inizialmente è a due livelli, anche se le successive ramificazioni la fa apparire a spirale.
- Infiorescenza secondaria (o spighetta): le spighette, compresse lateralmente o dorsoventralmente oppure fusiformi, sono sottese da due brattee distiche, strettamente sovrapposte chiamate glume (inferiore e superiore) e sono formate da 1 - 20 fiori. Possono essere presenti dei fiori sterili; in questo caso sono in posizione distale rispetto a quelli fertili. Alla base di ogni fiore sono presenti due brattee: la palea (un profillo) e il lemma. La disarticolazione avviene sopra o sotto le glume oppure sotto ogni fiore. La rachilla termina con un gruppo di lemmi simili ad una clava.

- Glume: le glume, con forme largamente lanceolate o ovate, sono più corte o più lunghe della spighetta; sono membranose o cartacee; gli apici sono traslucidi e ottusi per acuminazione.
- Palee: le palee sono bivenate e cigliate; sono più o meno lunghe come i lemmi; possono essere carenate o debolmente alate.
- Lemmi: i lemmi, con forme lanceolate o ovate e consistenza erbacea o membranosa, a volte possono essere pubescenti; la superficie può avere 5 - 11 venature longitudinali; l'apice può essere bidentato.

- I fiori fertili sono attinomorfi formati da 3 verticilli: perianzio ridotto, androceo  e gineceo.

- Formula fiorale:

- , P 2, A (1-)3(-6), G (2–3) supero, cariosside.

- Il perianzio è ridotto e formato da due lodicule, delle squame traslucide, poco visibili (forse relitto di un verticillo di 3 sepali). Le lodicule sono membranose e non vascolarizzate (in Koordersiochloa non sono fuse).

- L'androceo è composto da 3 stami (2 in Glyceria) ognuno con un breve filamento libero, una antera sagittata e due teche. Le antere sono basifisse con deiscenza laterale. Il polline è monoporato.

- Il gineceo è composto da 3-(2) carpelli connati formanti un ovario supero. L'ovario, glabro, ha un solo loculo con un solo ovulo subapicale (o quasi basale). L'ovulo è anfitropo e semianatropo e tenuinucellato o crassinucellato. Lo stilo, breve, è unico con due stigmi papillosi e distinti.

- I frutti sono del tipo cariosside, ossia sono dei piccoli chicchi indeiscenti, con forme ovoidali, nei quali il pericarpo è formato da una sottile parete che circonda il singolo seme. In particolare il pericarpo è fuso al seme ed è aderente. L'endocarpo non è indurito e l'ilo è lungo e lineare. L'embrione è piccolo e provvisto di epiblasto ha un solo cotiledone altamente modificato (scutello senza fessura) in posizione laterale. I margini embrionali della foglia non si sovrappongono.

## Biologia
Come gran parte delle Poaceae, le specie di questo genere si riproducono per impollinazione anemogama. Gli stigmi più o meno piumosi sono una caratteristica importante per catturare meglio il polline aereo. 
La dispersione dei semi avviene inizialmente a opera del vento (dispersione anemocora) e una volta giunti a terra grazie all'azione di insetti come le formiche (mirmecoria).

## Distribuzione e habitat
La tribù ha una distribuzione cosmopolita con habitat più o meno temperati e a volte umidi.

## Tassonomia
La famiglia delle Poacee comprende circa 800 generi e oltre 9.000 specie. È una delle famiglie più numerose e più importanti del gruppo delle monocotiledoni. La famiglia è suddivisa in 12 sottofamiglie, la tribù Meliceae fa parte della sottofamiglia Pooideae.

### Generi
La tribù si compone di 7 generi e circa 150 specie:
- Glyceria R.Br. (41 specie)
- Koordersiochloa Merr. (2 spp.)
- Lycochloa Sam. (1 sp.)
- Melica L. (91 spp.)
- Pleuropogon R.Br. (6 spp.)
- Schizachne Hack. (1 sp.)
- Triniochloa Hitchc. (6 spp.)

### Filogenesi
La tribù Meliceae e la tribù Brylkinieae Tateoka, 1960 formano la supertribù Melicodae Soreng, 2017 (entrambe le tribù formano un "gruppo fratello"). Dal punto di vista filogenetico è la seconda supertribù, dopo la supertribù Nardodae Soreng, 2017, ad essersi evoluta nell'ambito della sottofamiglia Pooideae. Alcuni Autori descrivono il genere Brylkinia all'interno della tribù Melicea Rchb.
La supertribù Melicodae comprende specie annuali o più spesso perenni. Altri caratteri comuni sono: le infiorescenze sono ramificate oppure no con spighette a più fiori; le glume sono più brevi dei relativi lemmi; la pagina abassiale dei lemmi è membranosa, mentre è cartacea verso l'apice; l'ovario è glabro; lo stilo ha uno stigma persistente a due rami, liberi fin dalla base; i cariossidi hanno una consistenza dura senza lipidi e con granuli di amido compositi; l'ilo  è lungo e lineare.
Per la tribù Meliceae sono note le seguenti sinapomorfie:
- le guaine hanno dei margini fusi speso uniti a delle membrane ialine;
- le spighette terminano con un fiore ridotto o un gruppo di lemmi simili a fiori;
- le vene dei lemmi generalmente non sono convergenti all'apice;
- le lodicule sono spesse, troncate e fuse per tutta la loro lunghezza e sono prive di una parte distale membranosa;
- lo stigma è persistente alla base.

Sinapomorfie e numeri cromosomici di alcuni generi:
| Genere          | Numeri cromosomici (2n) | Sinapomorfie                                                                        |
| --------------- | ----------------------- | ----------------------------------------------------------------------------------- |
| Glyceria        | 20, 40, 60              | Le venature dei lemmi sono prominenti e non convergono all'apice; gli stami sono 2. |
| Melica          | 36, 78                  | Gli apici delle glume sono traslucidi                                               |
| Pleuropogon     | 16, 32, 36, 40, 42      |                                                                                     |
| Schizachne      | 20                      |                                                                                     |
| Koordersiochloa | 20                      | Le lodicule non sono fuse                                                           |
| Triniochloa     | 32                      | Le spighette hanno un solo fiore                                                    |

L'età, tramite l'analisi della datazione calibrata con i fossili, per questa tribù varia da 54 a 41 milioni di anni fa.

### Specie della flora spontanea italiana
Nella flora spontanea della penisola italiana sono presenti i seguenti generi di questo gruppo:
- Glyceria con 6 specie (15 in Europa).
- Melica con 10 specie (21 in Europa).